# Одет Анабъл
Одет Джулиет Анабъл (на английски: Odette Juliette Annable, с моминска фамилия Юстман (Yustman), родена на 10 май 1985 г.) е американска актриса.

## Личен живот
Била е сгодена за актьора Тревър Райт. На 10 октомври 2010 г. се омъжва за актьора Дейв Анабъл от сериала „Братя и сестри“. Двамата имат дъщеря на име Чарли Мей, родена на 7 септември 2015 г.